# Resource Hacker
Resource Hacker (também conhecido como ResHacker ou ResHack) é um programa de extração de recursos desenvolvidos por Angus Johnson para Windows. Ele é utilizado para modificar um programa ou elementos do Windows, como extração de ícones. Em geral, extrai recursos de programa executável (.exe), extensão do programa (.dll) ou recurso (.res).
Johnson já tinha afirmado que ele não tem planos para continuar o desenvolvimento do ResHack, porém em 19 de novembro de 2009, uma versão beta da 3.5 foi lançado. Nesta versão, foi adicionado o suporte de imagens PNG e a executáveis em arquitetura de 64 bits.